# ドーターズ
株式会社ドーターズ (DAUGHTERS CO.,LTD) は、東京都中央区銀座に本社を置く化粧品等の製造および販売会社である。

## 会社概要
- 会社名 - 株式会社ドーターズ
- 所在地 - 東京都中央区銀座八丁目6番18号 奥村プラッツ8F
- 代表取締役 - 奥村美子
- 設立年月日 - 1998年（平成10年）11月20日
- 資本金 - 3000万円
- 事業内容
  - 化粧品、石鹸、医療部外品及び健康食品の加工、製造、輸出入、販売
  - 医療用器具・美容健康機械器具、衛生用品、化粧具、日用雑貨品の開発、製造、輸出入、販売
  - 清涼飲料水、ミネラルウォーター類の製造、輸出入、販売

### 関連会社
- ミツワ自動車（東京都中央区）自動車の販売、整備等

- 奥村遊機（愛知県名古屋市）パチンコ機の製造、販売

## 主な商品
- 「KaLieKaLie」（カリエカリエ） 温泉水を使った基礎化粧品。

他に濃縮温泉水がある。